# شاهزاده کارل هسن و راین
شاهزاده کارل هسن و راین (به آلمانی: Karl von Hessen und bei Rhein) (۲۳ آوریل ۱۸۰۹ – ۲۰ مارس ۱۸۷۷) پسر دوم لودویگ دوم، دوک بزرگ هسن و شاهدخت ویلهلمین بادن بود. 
کارل در ۱۸۳۶ با شاهدخت الیزابت پروس، دختر شاهزاده ویلهلم پروس و برادرزاده فریدریش ویلهلم سوم ازدواج کرد و حاصل این ازدواج چهار فرزند بود.
کارل در سال ۱۸۷۷ درگذشت و جسد او در دارمشتات دفن شد. سه ماه بعد از مرگ کارل، برادر بزرگ وی لودویگ سوم، دوک بزرگ هسن که فرزندی نداشت درگذشت و حکومت هسن به لودویگ فرزند اول کارل رسید.